# ハルヴァー

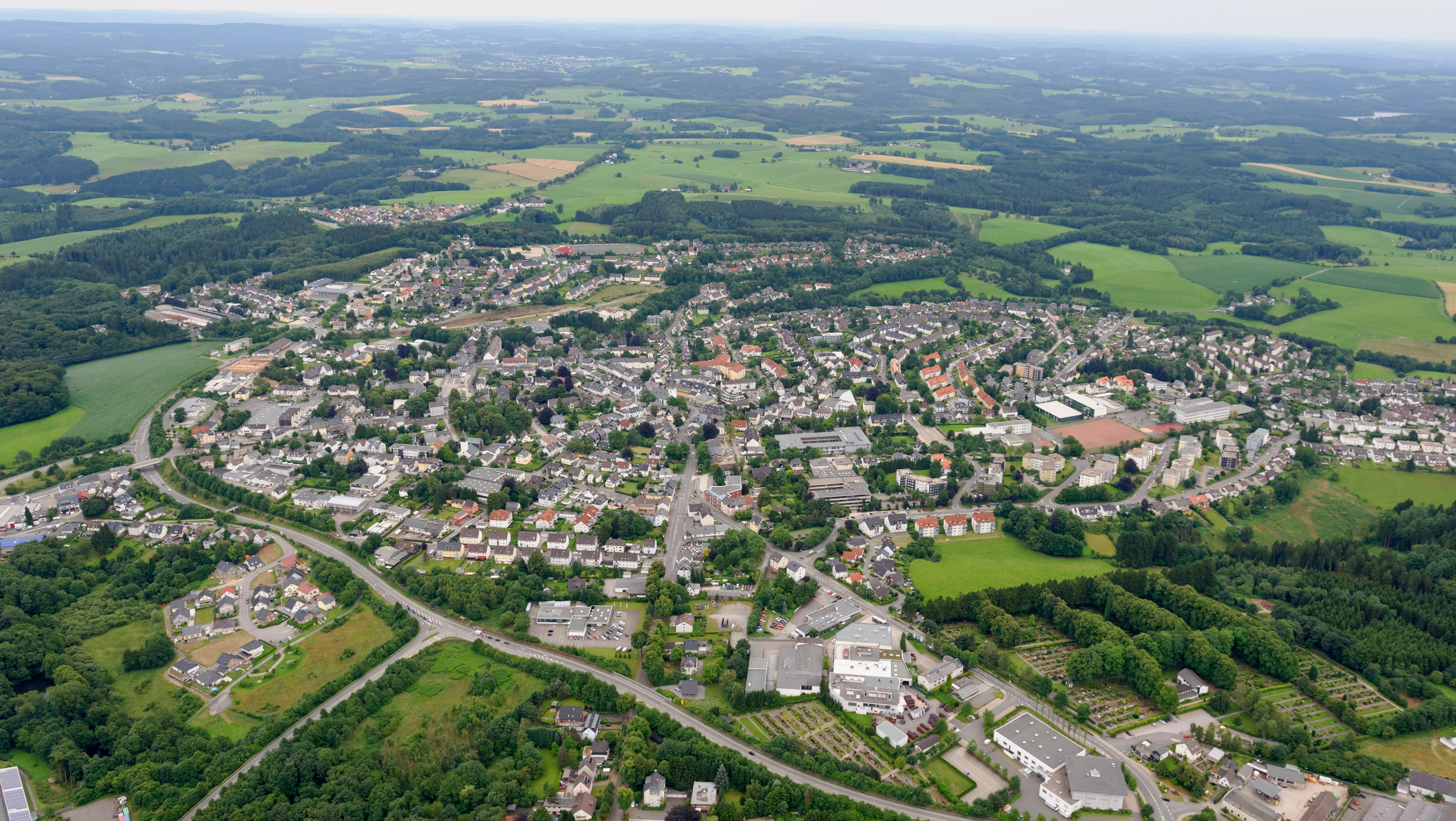
ハルヴァー中心部

ハルヴァーまたはハルファー (ドイツ語: Halver、ドイツ語発音: [ˈhalvɐ]) は、ドイツ連邦共和国ノルトライン＝ヴェストファーレン州アルンスベルク行政管区のメルキッシャー郡に属す小都市である。この街は、ベルギシェス・ラントとの境界に近いザウアーラント西部の張り出し部に位置している。

## 地理

### 位置
ハルヴァーは、メルキシェス・ザウアーラント西部、ラインラントとヴェストファーレンとの境界部、リューデンシャイトの西約 10 km に位置している。首邑は海抜 374 m（ボルゼンバッハタール）から海抜 420 m（市域南部）の山上に位置している。市域全域での最低地点はオーバーブリュッゲ近くの海抜 275 m、最高地点はハーゲビューヒャーヘーの海抜 433 m である。
市の北部からグレール川が湧出している。この川はグレールタール堰の主たる河川である。首邑の北をレーバッハ、南をボルゼンバッハが流れている。この2つの川はともにエネペ川の支流である。エネペ川自体は、市の南東約 2.5 km のシュテルレンベルク（410.2 m）の西斜面から湧出し、ルール川に向かって北西方向に流れ、ハルヴァー中心部から約 5.5 km のブレッカーフェルト市内でエネペタール堰によって堰き止められる。
市の北東部では、フォルメ川の支流ヘルヴァー川が湧出し東に向かって流れ、南西部からは、いずれもヴッパー川の支流であるナイエ川、ヘーニゲ川、ベーヴァー川が湧出する。すなわち、ルール川水系とヴッパー川水系とを分ける分水帯がハルヴァー市内を通っている。

### 市域の広がり
市域は、北のグレールタール堰から南のケルスペタール堰まで南北 12.7 km の大きさである。東西は、西のシュヴェンケから東のオーバーブリュッゲまで 11.5 km の距離がある。2015年12月31日現在、市域面積は 77.23 km2で、このうち森林が 27.87 km2、38.57 km2 が農業用地である。住宅地・商工業地・空き地は合わせて 5.87 km2、交通用地は 3.20 km2 である。

### 隣接する市町村
ハルヴァーは、北はエネペ＝ルール郡のブレッカーフェルトおよびメルキッシャー郡のシャルクスミューレ、東はリューデンシャイト、南東はキールスペと境を接している。両都市はともにメルキッシャー郡に属している。南西にはヴィッパーフュルト、西にはラーデフォルムヴァルトが位置している。両市はともにオーバーベルギッシャー郡に属す。

### 市の構成
ハルヴァーは中核市区の他多くの集落で構成されている。

## 歴史

### 先史時代、古代
ハルヴァーの市域における最初のヒトの痕跡は、中石器時代のものである。ベルゲ近郊の大きな発掘現場「ポットハインリヒ」遺跡からは、3600点の人工物が発見された。ここは、3つの発掘複合体で、出土品は 700点、1400点、1500点に分けられる。もう一つの発掘現場が約500点が出土した「ノルメッケ」遺跡である。この他にも、同じ時代の遺跡としては、270点の人工物が出土した「フンツベルク」遺跡や、12か所のラストプラッツ（人工物の出土品が5点から50点）、25か所のシュトロイフント（人工物の出土品が5点以下）がある。
新石器時代の遺物の多くは、ゲーゼンベルク（石斧、大型の作業用の斧）のハウス・ハイデ/ヒュルクスタール近郊（槍の穂先、フリント製のノミ、石斧、石斧の刃先片、大型の作業用の斧）で発見された。ベルクフェルト、アルテミューレ、シュレヒテンバッハ、リンガー・ヴェーク、ファーレフェルト、ブリュニングハウゼンからも新石器時代の道具が単発で発掘されている。
青銅器時代や鉄器時代の出土品はハルヴァーで発見されていない。

### 中世の村落
2本の古い街道が交差する場所に位置する Oberhof Halvara は、950年頃のヴェルデン修道院の所領登録簿に初めて登場する。これによりハルヴァーはメルキシェス・ザウアーラントで最も古い集落の1つとされている。10世紀の文書によれば、村の名前は、近郊から湧出するヘルヴァー川に由来することが強く推察される。中世初期、ハルヴァーは教会組織上はリューデンシャイトの司祭区に属した。村の重要性が増すにつれ、ハルヴァーは1127年から独自の教区組織を有した。
遅くとも1243年以降、Halvere にフェーメ裁判所が存在していた。この裁判所は、1430年5月2日に行われたバイエルン＝ランツフート公ハインリヒ16世（富裕公）とテリングの騎士との裁判によって知られている。このフェーメ裁判所は1753年に廃止された。18世紀における最寄りの裁判所はリューデンシャイトの高等裁判所であった。1900年以前の時代にもハルヴァーは都市権を有していなかったが、裁判所に関する記述が存在することは、都市風の機能を有していたことを示唆している。
宗教改革は1550年にこの街にもたらされた。1635年/1636年にペストがハルヴァーを襲い、1100人の死者が出た。
この集落は、ともに古くから一般的な交易路として利用されてきた、ケルンからゾーストへ行く街道と、ハーゲンからジーゲンへ通じる街道の2つの古い街道が交わる交通の便が良い場所にあること恩恵を受けてきた。
魅力的な場所であることは、ハルヴァーは「ヴェストファーレンで最も美しい村だ」というヴェストファーレン州長官のルートヴィヒ・フォン・フィンケ（任期: 1816年 - 1844年）による発言の誘因となった。

### 工業化の歴史
この村はマルク伯領の一部として、その領邦の歴史と結びついている。したがって早くから工業化がなされた。鉄加工および金属加工の兆しは早くも1780年代から始まった。およそ12年後には、すでに200人の金属産業従事者が住んでいた。
1818年にはハルヴァーの人口は678人であった。アルンスベルク行政管区の集落表によれば、ハルヴァーは「Flecken」に分類されていた。1838年の人口は 521人で、このうちカトリック信者が 20人、福音主義信者が 501人であった。この町には、2つの教会、7つの公共施設、72軒の家屋、9軒の工場および水車、24軒の農家があった。
19世紀から20世紀の地元経済は、型鍛造、鍛冶屋、工具製造、さらには合成樹脂加工業によって成り立っていた。1934年の経済には、アイロン工場、針金工場、鍛冶屋、建築用金具、型鍛造、大型鍛造、金属細工、仕上げのための鉄研磨、鋤製造、フライパン製造、パイプおよび車体製造、電気産業が記されている。
1887年のヴェストファーレン州自治体辞典は、ハルヴァーについて、町の付属集落と合わせて201の居住区に分かれた947軒の家屋に 7,787人が住んでいると記している。

### 鉄道の盛衰
19世紀には鉄道がこの町に隆盛をもたらした。1877年開通のフォルメタール鉄道はオーバーブリュッゲ近くの市域を短い区間通るだけであったが、1888年からフォルメタール鉄道のシャルクスミューレ駅からハルヴァー中心部までアルテナ郡営鉄道の狭軌鉄道ヘルヴァータール鉄道（「シュヌレ」と呼ばれた）が、1910年からはオーバーブリュッゲからハルヴァーとラーデフォルムヴァルトを経由してバルメン（現在はヴッパータールの市区）までのヴッパータール鉄道が開通した。アンシュラークでヴッパータール鉄道からヴィッパーフュルトへの路線が分岐していた。
初めにヘルヴァータール鉄道が1952年に廃線となり、次いでラーデフォルムヴァルト方面のヴッパータール鉄道およびヴィッパーフュルト方面への支線も1968年に廃止された。旅客路線はその4年前にすでに営業を停止していた。オーバーブリュッゲ方面へは1995年まで貨物営業が続けられていたが、その後一時的に運行停止となった。2000年にシュライフコッテン鉄道 GmbH がこの路線を買収し、散発的な貨物輸送を再開させた。

### シャルクスミューレの分離
1912年10月1日にシャルクスミューレ地区がハルヴァーから分離され、独立した自治体となった。この2つの町はこれ以後アムト・ハルヴァーとして運営された。それまでは1つの自治体として運営されていたため名前の上だけの「アムト」であった（アムト = 多くの自治体の共同運営体）。
アルテナ郡の市町村再編に伴い、アムト・ハルヴァーは1969年1月1日に廃止された。ハルヴァーは「シュタット」（市）の称号を得た。シャルクスミューレは、アムト・リューデンシャイトに属していたラントゲマインデ・ヒュルシャイトとともに新たな自治体シャルクスミューレを形成した。

### 国家社会主義の萌芽 1925年-1933年
ハルヴァーでは1926年にNSDAPの地域グループが創設された。1925年11月7日に、新聞「ハルヴェラナー・ツァイトゥング」に「地域グループ結成のための宣伝の夕べ」への勧誘広告が掲載されている。この集会にプロイセン政府の8人の人物が参加していた。後に地域グループリーダーとなるパウル・シュテラー、後に突撃隊上級指導者となるエーリヒ・シュルテ、マックス・シェーファー、カール・ザンカーがNSDAPに入党した。
1931年1月1日、このグループには 35人の党員がいた。さらに1940年4月に結成されていた突撃隊 (SA) の隊員もいた。「第41ハルヴァー中隊」の名の下、暴力行為を辞さない者達が集まった。彼らは政治集会の際にホールの監視を引き受けたり、異なる考えの人を襲ったりした。
1931年1月24日、ハルヴァーで最初のSAによる「たいまつ行列」が行われた。「500人から600人がこの行進に参加した」と地元の政治家が書き記している。1931年3月9日、ヘルマン・ゲーリングがカールスヘーエのホールに講演者として登場した。「1500人を超える国家主義者がカールスヘーエで旗を掲げ、ゲーリングを歓迎した」と任務に就いていた警官が述べている。
1932年1月31日にSA集会所が完成した。その前日に新聞「ドレシュフレーゲル - ハルヴァーおよびその周辺地域向け国家社会主義的戦闘紙」が初めて刊行された。その目的は、ドイツ人に「真実」を知らせるために「ユダヤ人による報道の独占」を打破することであった。その後すぐにヒトラーユーゲントとドイツ少年団が結成された。
その後数週間に数多くの行事が開催された。演説のトーンは次第に過激化していった。ドイツ人を「吸い尽くす」「ユダヤ共和国」という報告がなされた。ハルヴァーで自発的な行進が起こった。「自由への道を切り拓く我々の旗は血に塗れている（中略）風が旗をなびかせ、機関銃がうなると、頭が転がり、ユダヤ人は遠吠え（後略）」といった歌が歌われた。1932年末、ハルヴァーでは早くも128人の NSDAP-党員がいた。これに加えて、ヒトラーユーゲント、ドイツ少年団、SAの隊員もいた。さらに、数多くのクラブがこの頃から国家社会主義の影響下に置かれていった。
「鉄兜団」や SA をはじめとする右翼・国粋主義闘争団体はヒトラーの権力掌握以前から政治闘争を過激化していった。ハルヴァーでも共産主義連合と社会主義連合が、「ブラウネン」、に対抗するために統合された。
NSDAPが活力を増すにつれ、抵抗勢力も形成されていった。ハルヴァーにおける「反国家社会主義勢力」には少なくとも7つのグループがあった。3つの KPD-地域グループ、国旗団、ローテ・ヒルフェ・ドイチュランツ（直訳: 赤軍がドイツを救う）、アイゼルネ・フロント（直訳: 鉄の前線）、SPDである。ここから徐々に一連のローカルな「自衛組織」が形成されていった。「フォルク・ヴァハ・アウフ」（アイゼルネ・フロントの闘争紙）、「ハンマー・ウント・ジッヒェル」（ハルヴァーの労働者組織の機関紙）、「アインハイツフロント」（KPDの党新聞）といった独自の新聞によって、特に労働者に向けて国家社会主義的イデオロギーを警告した。共産主義系新聞はカリカチュアを掲載して「大資本」を批判した。これは大資本がNSDAPを支持していたためである。一方、アイゼルネ・フロントは闘争の呼びかけを強くした。
アイゼルネ・フロントは、1932年7月24日付けの機関紙「フォルク・ヴァハ・アウフ」に「赤いペスト、これを打ちのめせ！誰がこれをやるのか？あなたの拳が当たったならば、盗賊どもは労働者の拳が強く打ちのめすことを知るだろう！」と書いた。SAの隊員を標的にした攻撃が続いた。3人から6人の小さなグループが「褐色シャツ」を狙って殴打した。NSDAPの催しは、「ホイル・ヒトラー」といったヤジによって妨害された。国家社会主義の集会参加者が増加するのと並行して社会主義活動や共産主義活動も増加したことをハルヴァー派出所は記録している。反国家社会主義行事の参加者はしばしば300人を超えた。特にカルトハウゼン地区やオーバーブリュッゲ地区は「左翼」の手中にある地区であった。

### 国家社会主義の時代
カトリック聖職者ヨーゼフ・ノインツィヒは、1941年に助任司祭になった。彼は1941年8月23日に逮捕され、ドルトムントのゲシュタポの牢「シュタインヴァッヘ」に投獄された。その理由は、礼拝の後にポーランド人労働者にタバコとチョコレートをあげた、というものであった。そのために彼はダッハウ強制収容所に5年間収監される罰を受けた。4年の拘束の後、終戦の数週間後にヨーゼフ・ノインツィヒはハルヴァーに帰還した。彼は、困窮した友も敵も隔てなく助け、報復することを考えなかったことで、人間の持つ偉大さを体現した。1948年にノインツィヒは故郷のトリアー司教区に復帰した。ハルヴァーの司祭館は彼の名を冠している。

### 戦後
1950年代から1960年代に急速な住宅不足が起こった。その後、単世帯あるいは二世帯住宅用に適切な土地への要望が強まった。1989年以降、主に旧ソヴィエト連邦からの移住者約1,200人を受け容れ、融和した。工業が住民の大部分の生活を支えた。工房や小さな工場から、現在の鉄鋼加工、型鍛造、鉄・真鍮・金属製品製造、合成樹脂加工および電子産業・電気産業分野の工場が発展した。1994年9月6日、バイパス道路が開通した。

### 市町村合併
1969年1月1日、隣接するキールスペの市域の一部と廃止された町村リューデンシャイト＝ラントの一部が本市に編入された。

## 住民

### 宗教
ヴェストファーレン福音主義教会とローマ＝カトリック教会は、ハルヴァーとオーバーブリュッゲにそれぞれ1つずつ教会を有している。この他に、福音主義の自由教会として、ハルヴァーとベーヴァーに自由福音主義教会があり、福音主義バプテスト兄弟団やメノー派兄弟団がハルヴァーにある。さらに新使徒教会やトルコ＝イスラム教会組織もハルヴァーに存在する。
2019年12月31日の人口統計によれば、人口16,667人のうち 40.8 % が福音主義、16.1 % カトリックの信者である。残りの 43.1 % はその他の宗教の信者および無宗教である。

### 人口推移

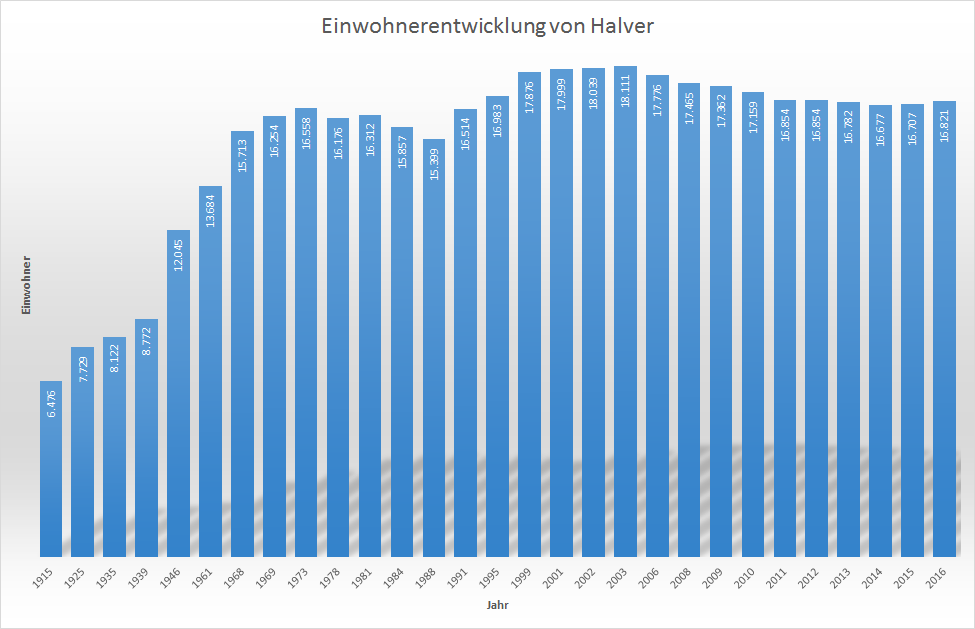
ハルヴァーの人口推移

## 行政

### 議会

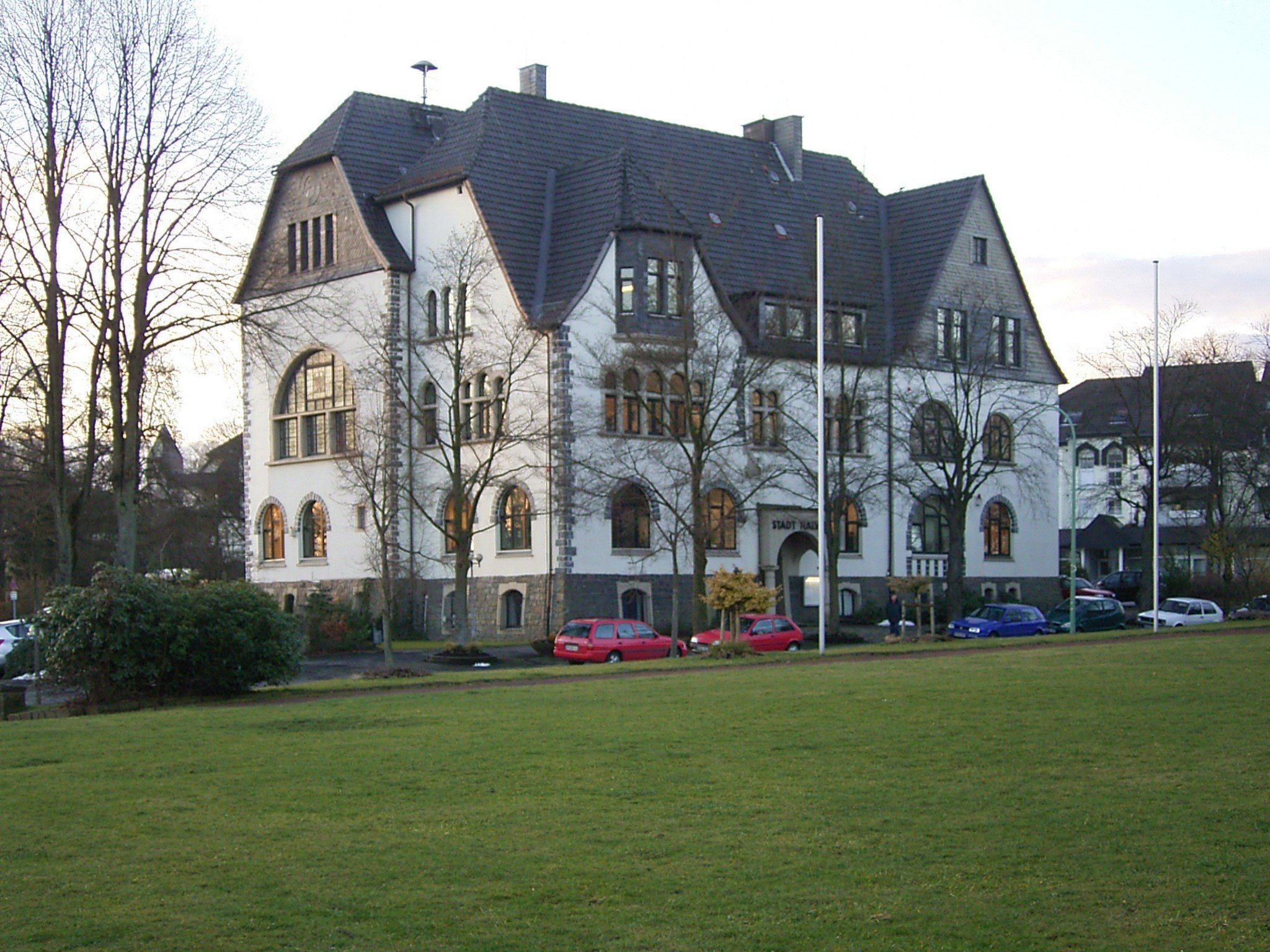
ハルヴァー市庁舎

ハルヴァー市の市議会は、34議席からなる。

### 首長
2015年のハルヴァー市の市長選挙でミヒャエル・ブロッシュ (SPD) が新たな市長に選出された。彼は、当時現職だったベルント・アイッカーを相手に 59.0 % の票を獲得して当選した。

### 紋章
図柄: 三層の銀と赤の市松模様の横帯の基部の上に、金地（黄色地）にテーブルと「フェムリンデ」（シナノキ）が描かれている。
解説: 横帯の赤と銀の市松模様は、ハルヴァーが属していたマルク伯領を象徴している。さらにシナノキの下の石のテーブルと「フェムリンデ」は、13世紀に設立されたハルヴァーのフェーメ裁判所のフライシュトゥール（裁判所の椅子）を表している。この紋章は、オットー・フップによってデザインされ、1935年3月29日に帝国およびプロイセン内務省により認可された。

### 姉妹都市
ハルヴァーは以下の都市と姉妹都市関係にある
- カトリーネホルム（スウェーデン、セーデルマンランド県）1963年9月30日
  - この姉妹都市協定は、ハルヴァーの音楽家ギルドとセーデルマンランド県の民族舞踊グループとの交流が契機となって締結された。
- オーモン（フランス、ノール県）1975年4月25日
- Pardes-Hanna（イスラエル、ハイファ地区）1989年

## 文化と見所

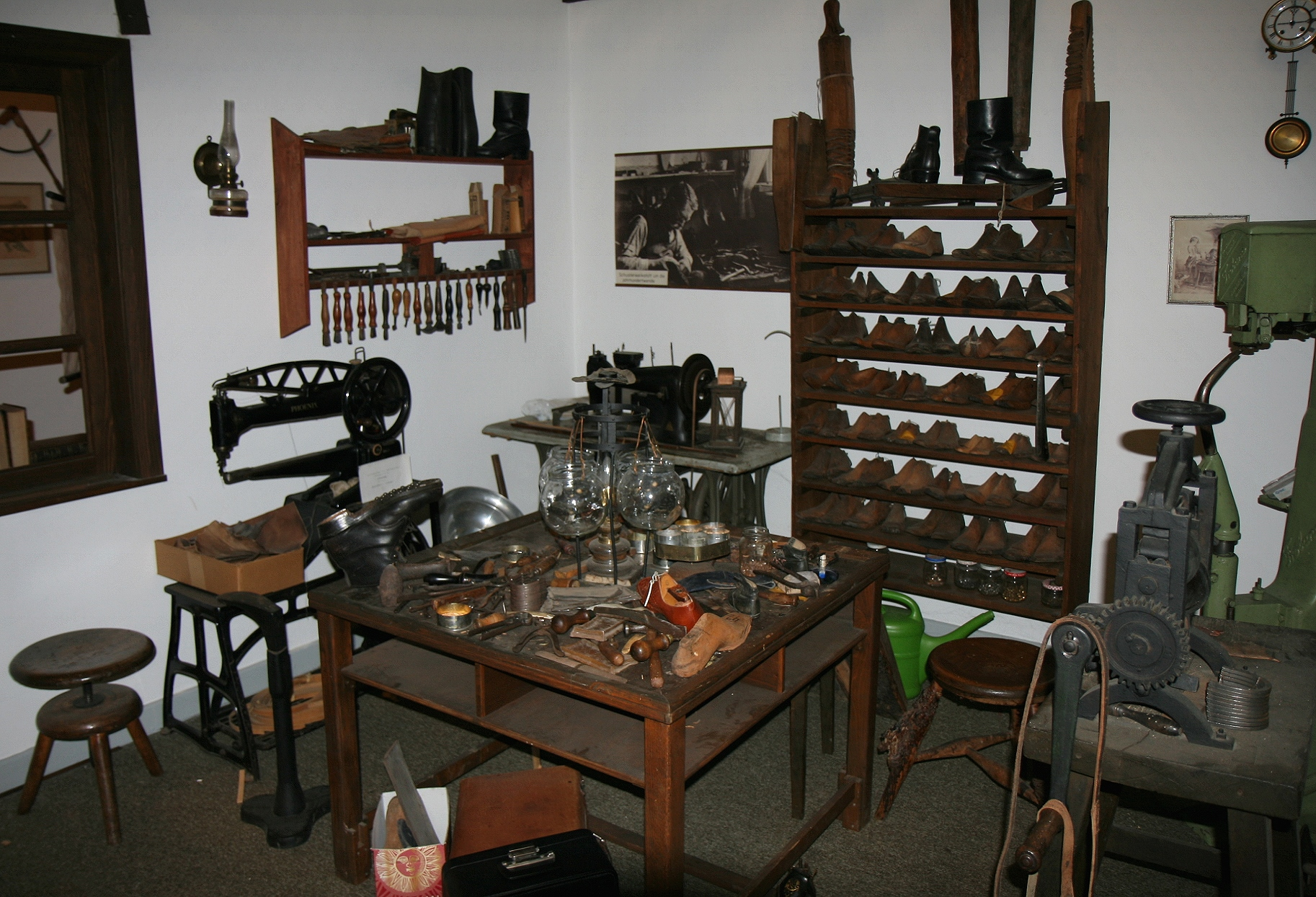
ハルヴァー郷土博物館の靴職人の工房

### 博物館
ハルヴァーでは、旧カトリック国民学校にハルヴァー郷土博物館がある。ここには特に農業や手工業に関する物品が展示されている。靴職人の工房や、ふいごや金床を備えた鍛冶屋の炉も展示されている。また、バターの製造も紹介されている。さらに森や水の生物圏に関する部門もある。

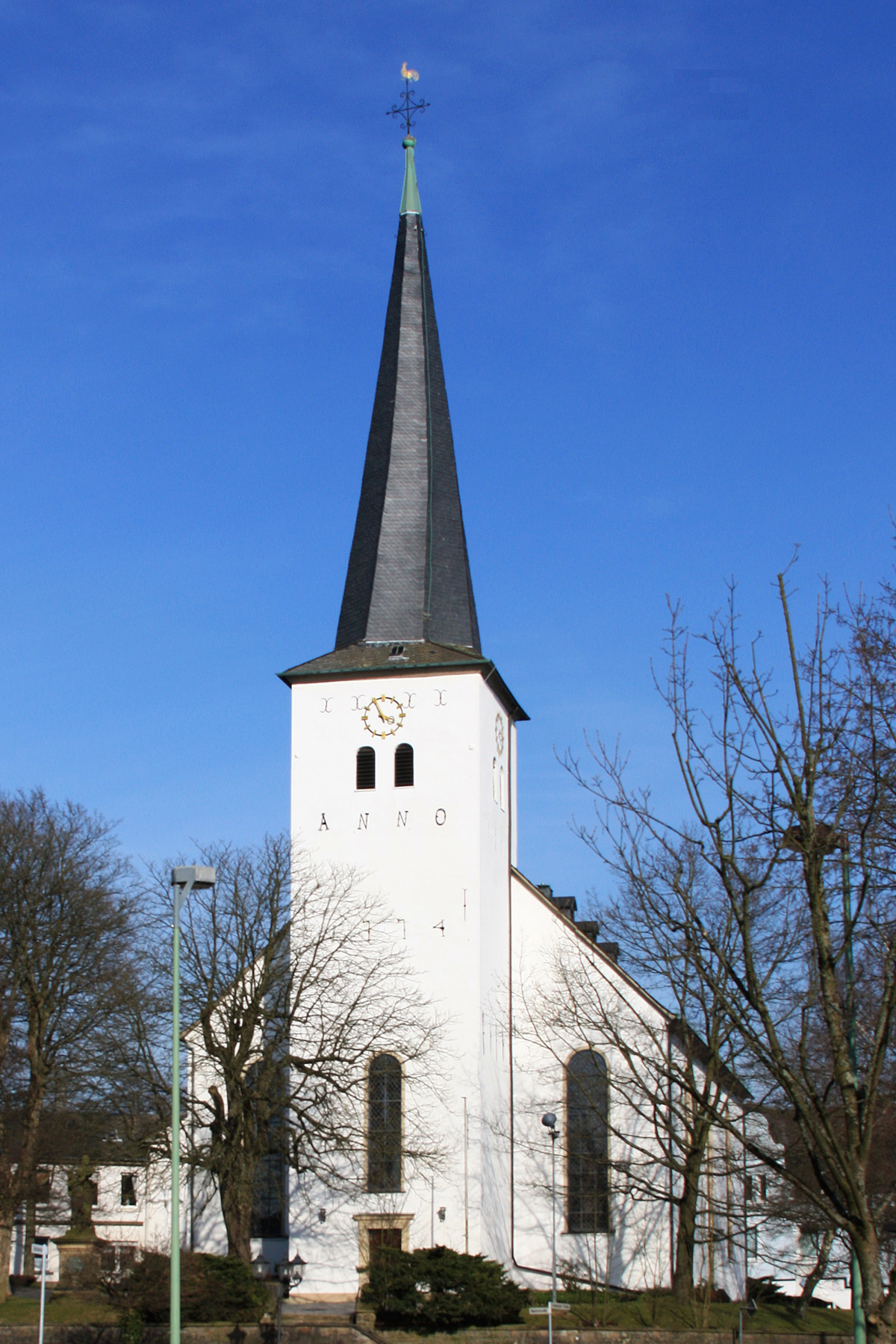
ハルヴァーのニコライ教会

### 建築
福音主義ニコライ教会は1783年に建設され、街の中心に現存している。特筆すべきは、保護文化財に指定されている19世紀のオルガンである。
1566年に最初の記録が残るレールミューレは、エネペ川に現存する最も古い水車である。現在の建物は19世紀初めに建設された、ヘースフェルダー・ミューレは市民団体によって修復され、現在は自然保護・文化景観保護センターの一部となっている。
カールスヘーエに、1893年に展望塔が建設された。ここからは、エッベ山地やベルギシェス・ラントの良好な景観を望むことができた。カールスルーエ展望塔は2007年夏に立ち入り禁止となった。老朽化が酷く、石材が壁から剥離している部分があったためである。この塔が再整備されるかどうかは不明である。

### 中世の遺跡
- ハルヴァー西部のボルベルクで中世初期の環状土塁遺跡が発見された。
- ベルギシェス・ラントとメルキッシャー・ラントとの国境防衛施設の遺構がラーデフォルムヴァルトとの市境にある。

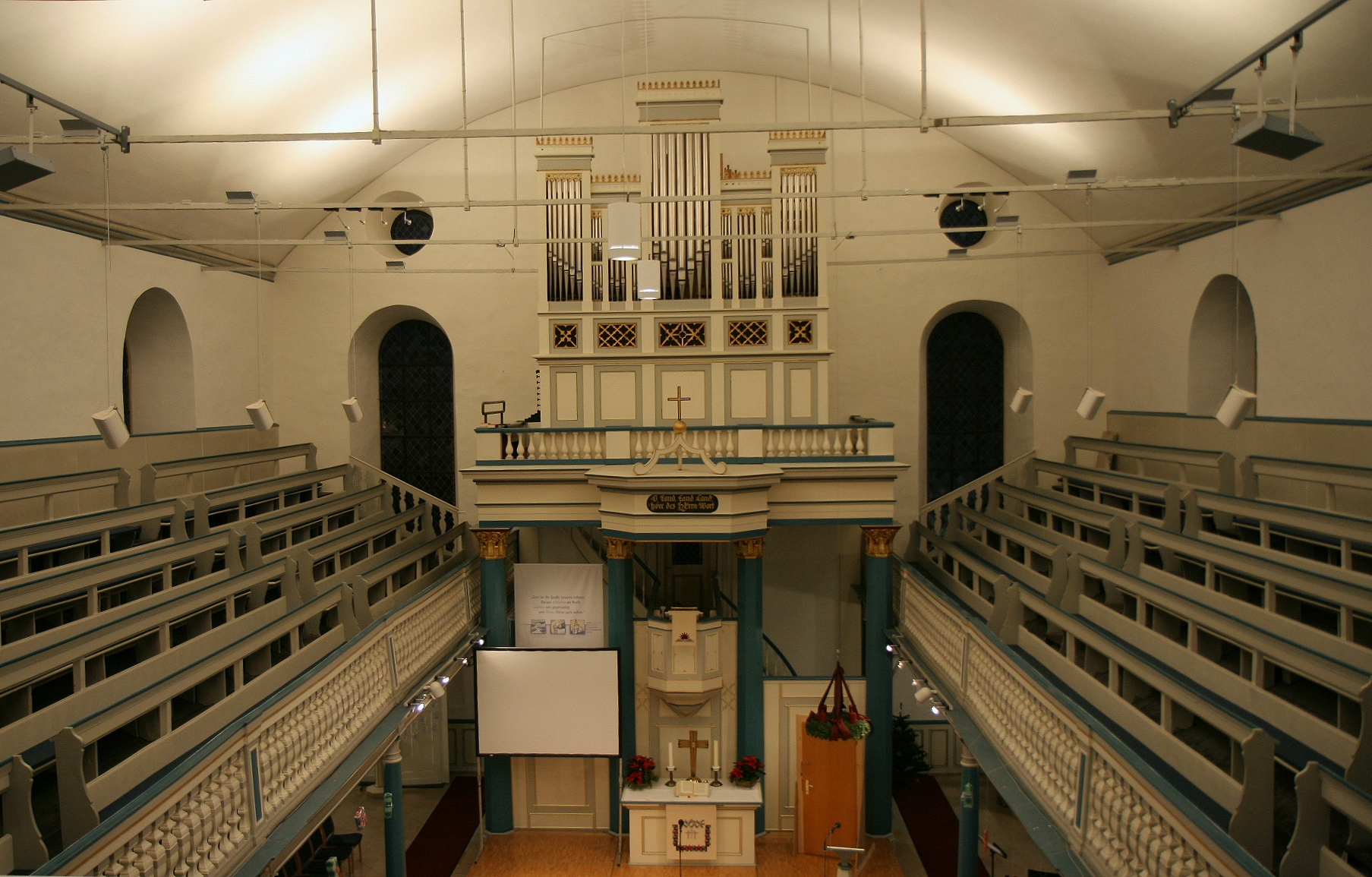
ニコライ教会のオルガン
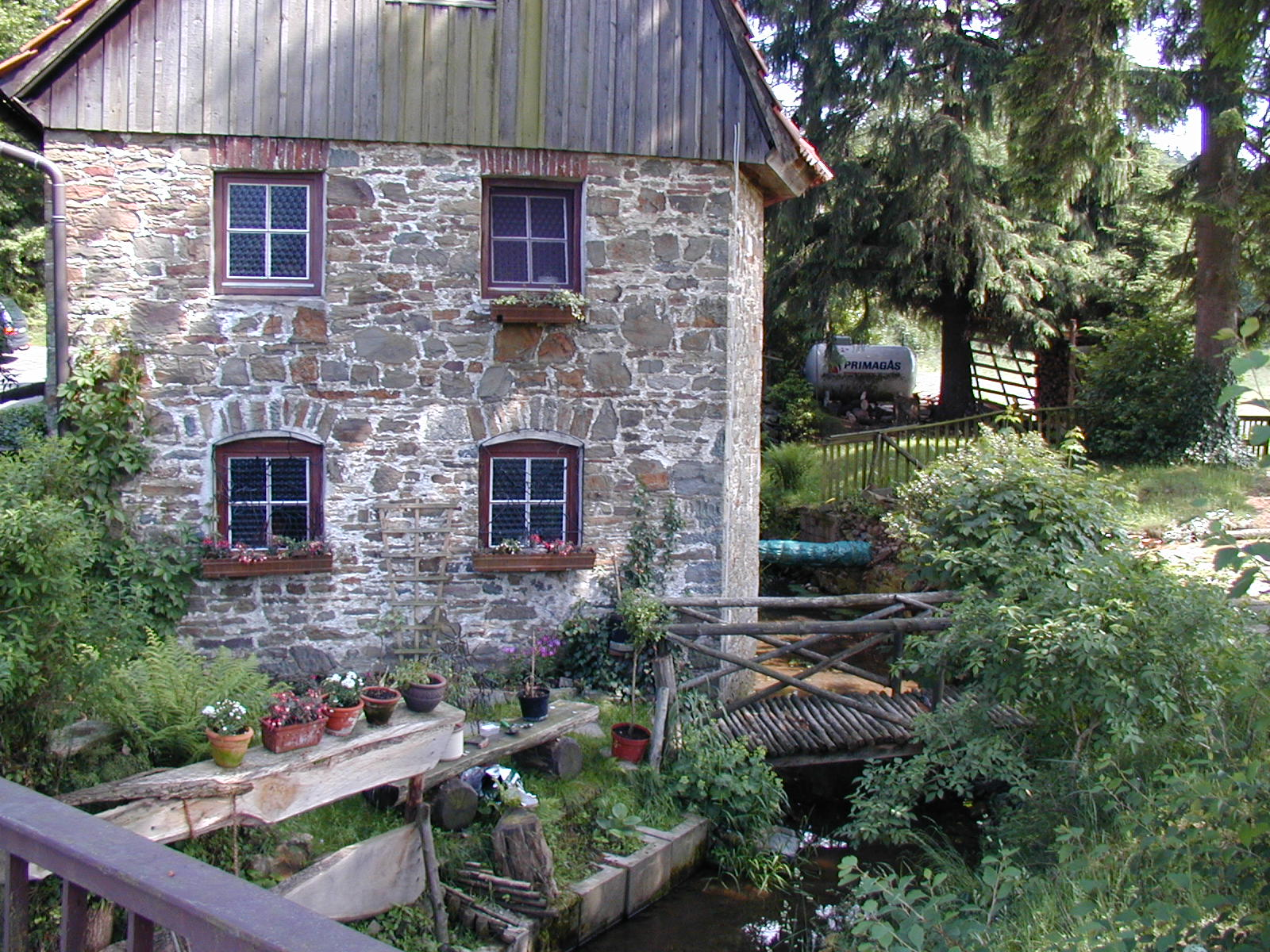
レールミューレ
ヘースフェルダー・ミューレ
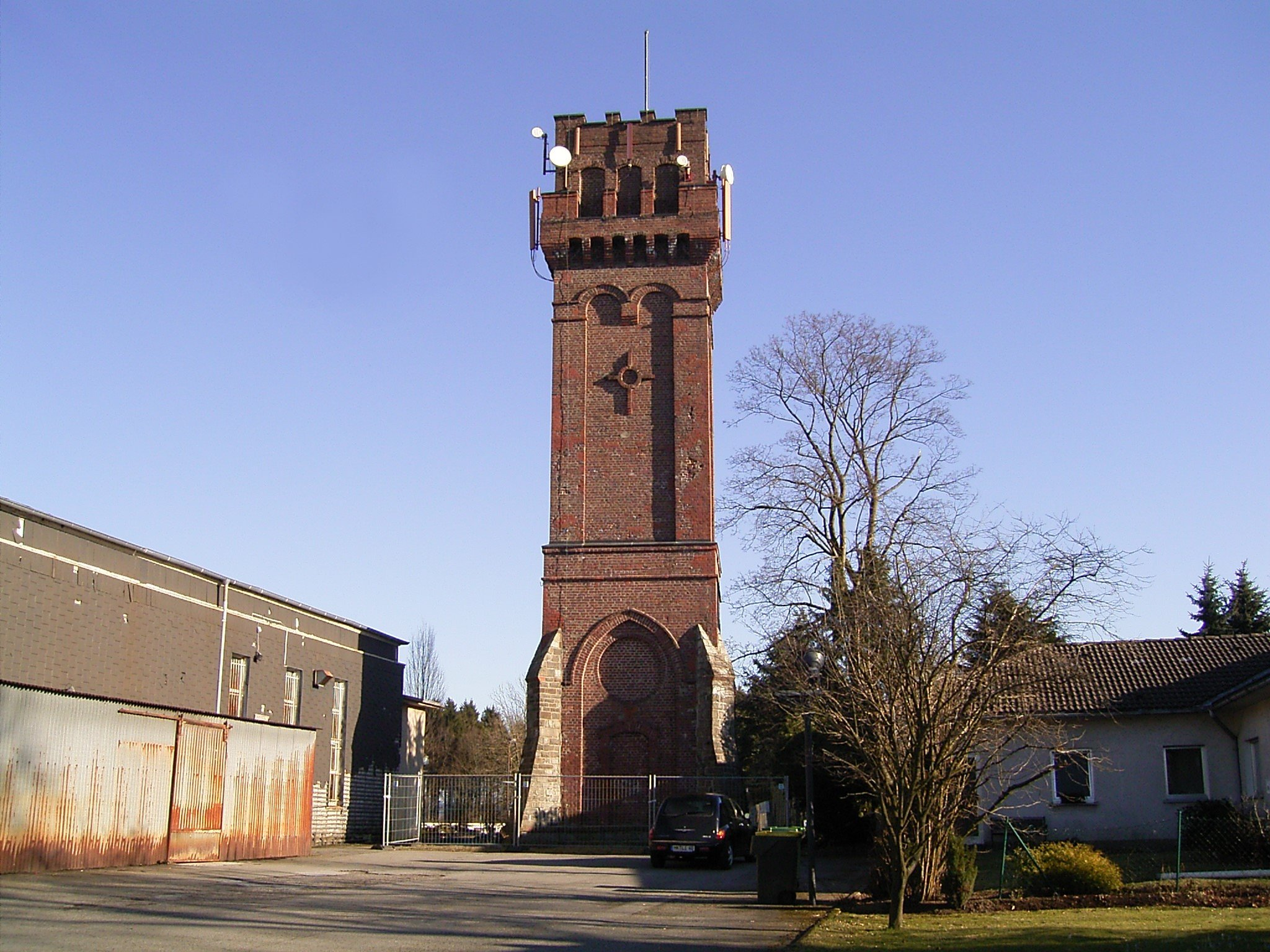
カールスヘーエ展望塔
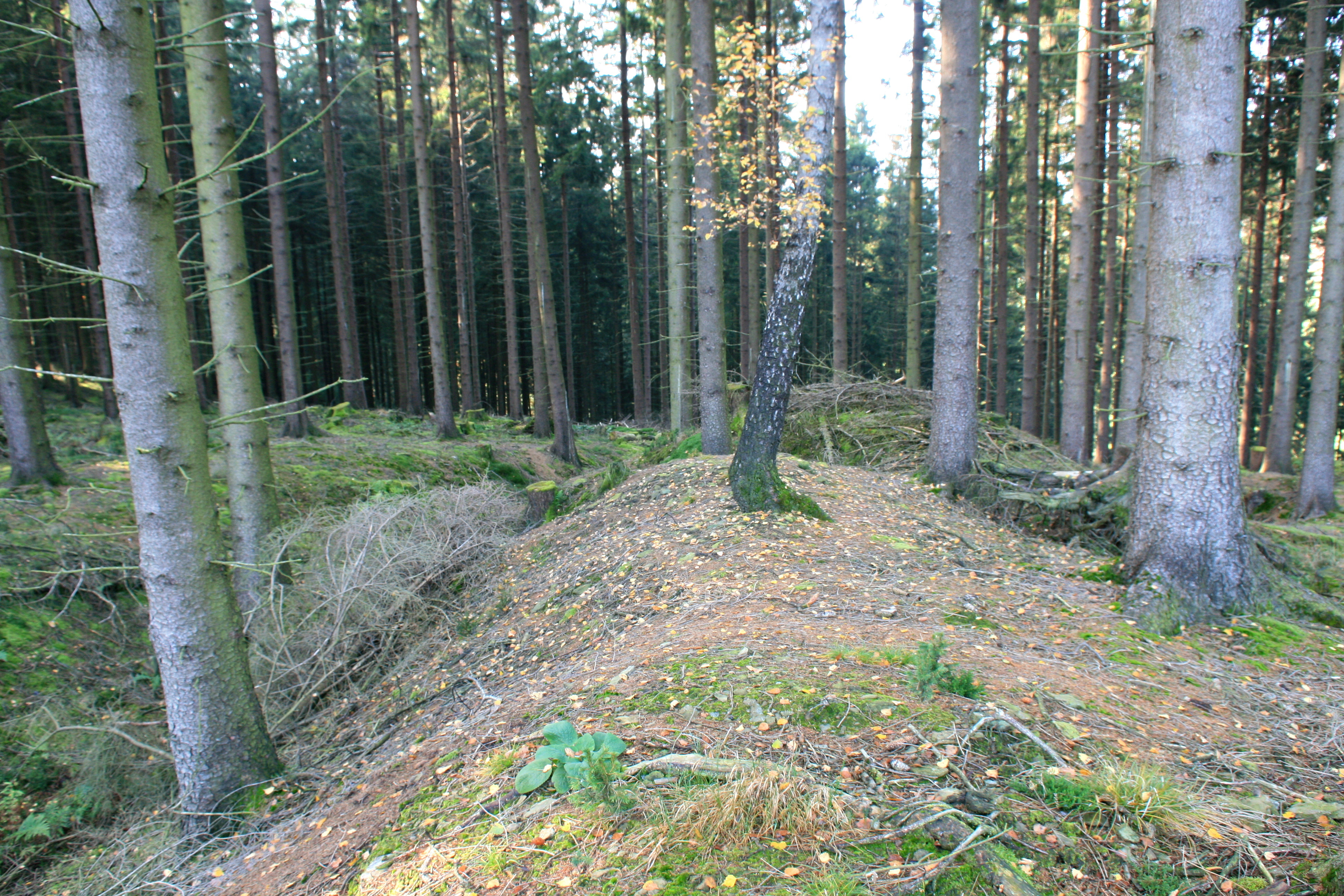
ボルベルクの環状土塁

### 自然保護
本市の市域は、ザウアーラント＝ロタール山地自然公園に属している。住宅地となっている集落地域や建設計画の適用地域以外の場所は、たとえば自然保護区 (NSG) などのより高度の保護地域に指定されていない限り、景観保護区に指定されている。市域内には3つの自然保護区がある。ヴィルデ・エネペ自然保護区 (5.73 ha)、イン・デア・ボンメルト自然保護区 (3.56 ha)、ヘーレ・ハルヴァーヒュロッホ (6.60 ha) である。
ヴィルデ・エネペ自然保護区には、石英を含むモノリスが何ダースも存在する。これらの石英ブロックの集積は、自然文化財として保護されている。

### スポーツ

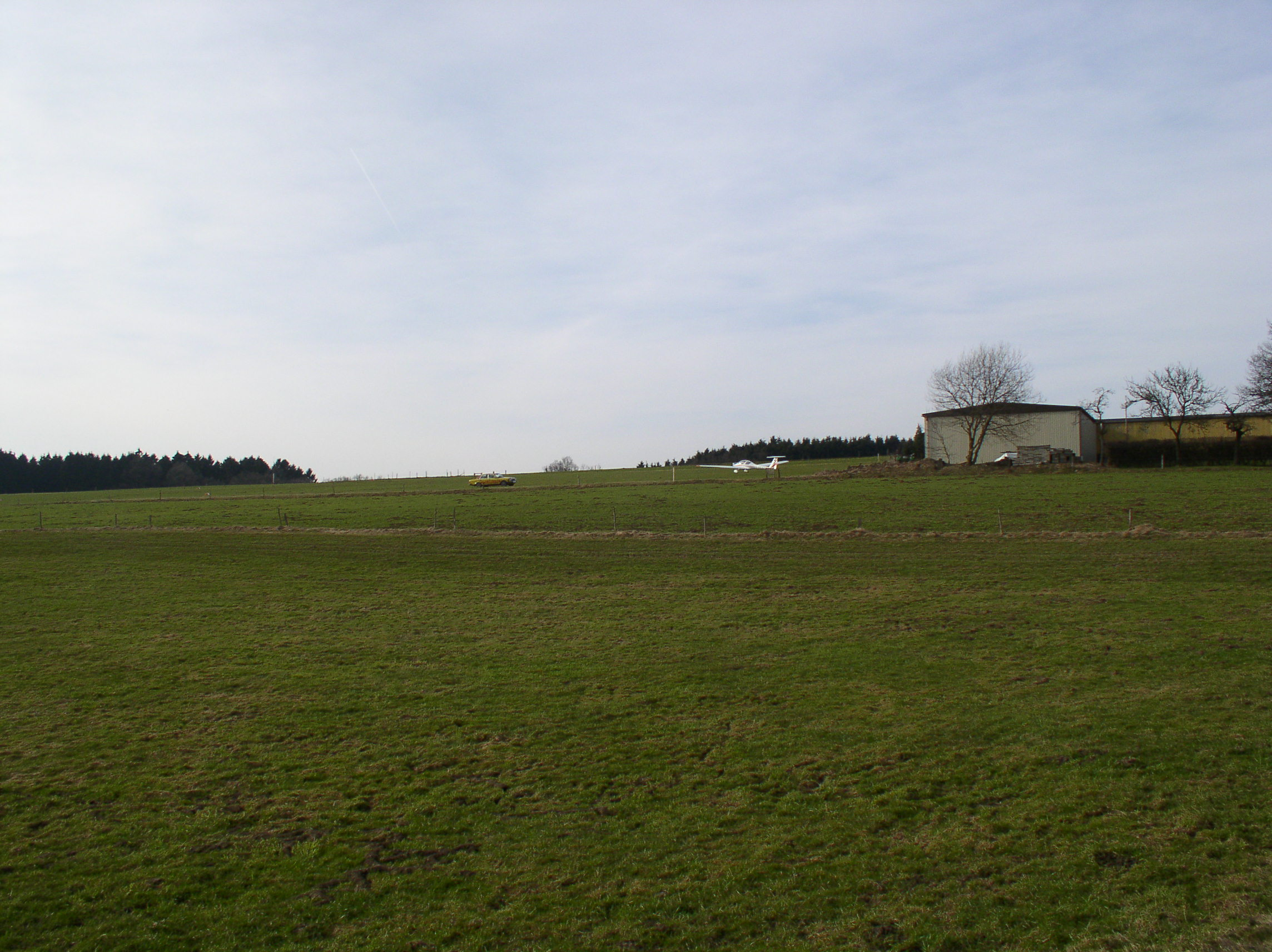
グライダー飛行場「イム・ヘーデ」

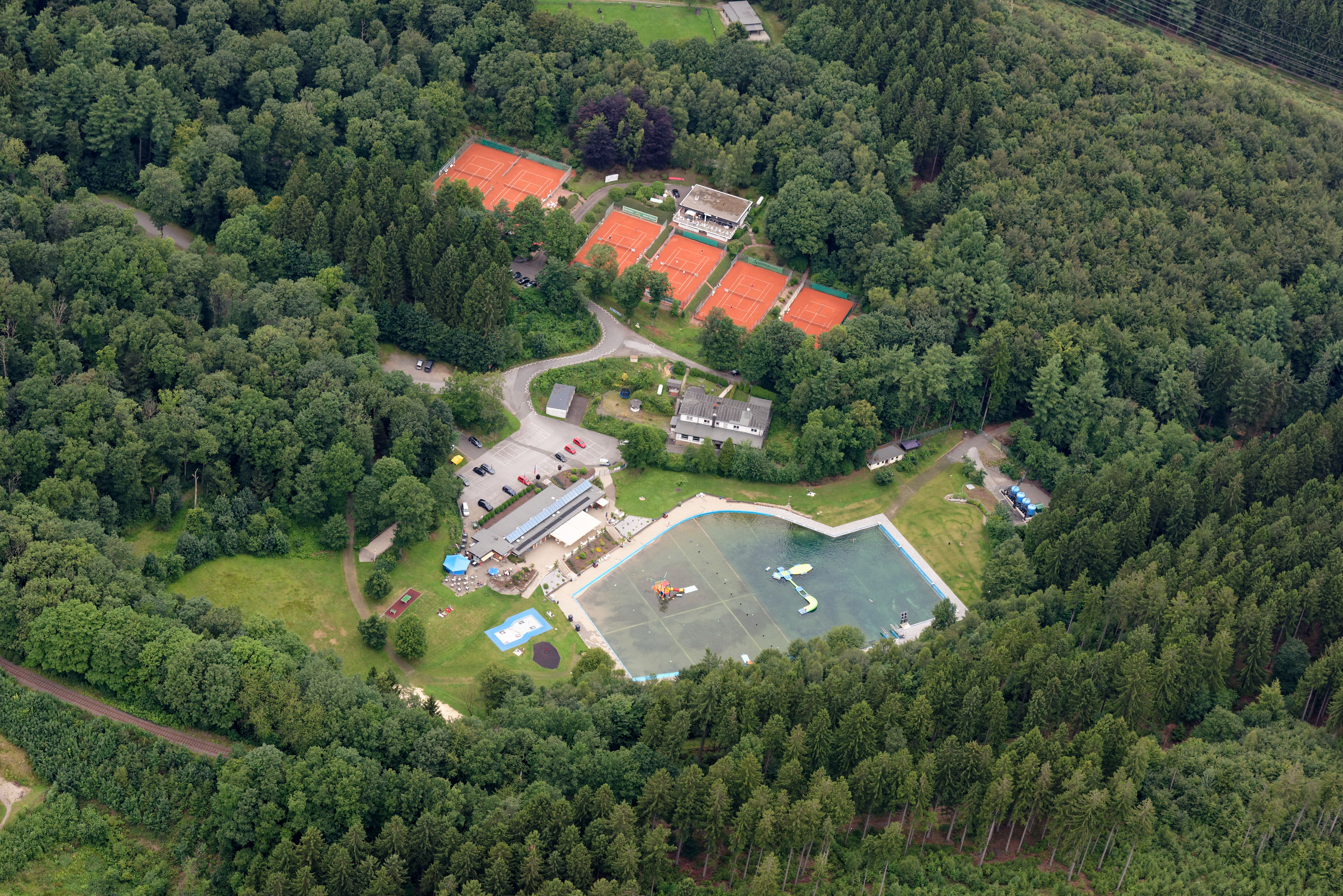
ヘルピーネ屋外プールとテニスコート

#### 航空スポーツ
ハルヴァー航空スポーツフェラインは、ハルヴァー飛行場を運営している。この飛行場は、ハルヴァー「イム・ヘーデ」グライダー飛行場とも呼ばれている。この飛行場は、首邑の南、海抜 418 m に位置している。滑走路は 1,000 m で、舗装はされていない（芝生）。敷地内には、航空スポーツフェラインが利用している格納庫がある。飛行は週末や祝日に行われている。
ハルヴァー「イム・ヘーデ」飛行場は、2006年から稼働していない。ハルヴァー航空スポーツフェラインはこれ以降、格納庫だけを利用し、飛行はヴィッパーフュルト＝ナイエ飛行場で行っている。

#### 山歩き
グレールタール堰までの標識が備えられたツィール遊歩道や20本の周回遊歩道などのよく整備された遊歩道網の他に、市境をめぐる全長 50 km の周回遊歩道もある。この遊歩道には、メルキッシャー郡によって「H」の標識がつけられている。

#### 水泳
ハルヴァーには、人気のヴァルトシュヴィムバート（森の水泳プール）がある。これは、ヘルヴァー川の源流の1つであるヘルピーネ川を堰き止めたものである。水面の面積は 6,000 m2 で、ノルトライン＝ヴェストファーレン州最大級のプールの1つである。また、長さ 40 m ウォータースライダーがある。敷地内には、ビーチバレーコート、子供の水浴び用プールや遊具施設もある。この他に、学校センターには屋内プールがある。

#### スキー
スキー・クラブ・ハルヴァー 1957 e.V. の、スキー小屋やリフトを備えたスキー場は、ハルヴァーのコレンベルクにあり、シーズン中は利用できる。冬季にはリフトを使ってスキー・クラブの子供スキー教室が一般のために開催される。夏季にもリフトを使ってグラススキーやマウンテンボードが楽しめる。

#### ハンドボール
- SG シャルクスミューレ＝ハルヴァー (SSGH): 以下のクラブが共同で参加するハンドボールチーム: TuS ハルヴァー 1848 e.V.、TuS シュテッケン＝ダーラーブリュック 1885 e.V.、TuS エッキングハウゼン 1888 e.V.、シャルクスミューレ TV 1893 e.V.。その第1チームは3部リーガ西部に参加している。リザーブチームは、フェアバンツリーガ・ヴェストファーレン、シュタッフェル 2 に属す。シニア部門では女子チームと3つの男子チームがプレイしている。ジュニア部門では、唯一のジュニアチームであるSGSHジュニアーズが存在する。SGSHは、ホームゲームをシュポルトハレ・レー（シャルクスミューレ）およびシュポルトハレ・ミューレンシュトラーセ（ハルヴァー）で開催している。
- SGSH ジュニアーズは、2009年1月11日にシャルクスミューレ消防署で結成された。このチームは JHG マルク・ジュートから設立され、JHG の規約を変更せずに受け継いでいる。つまり、単に名前が変わっただけである。JHG マルク・ジュートは、SG ハルヴァー＝エッキングハウゼンと HSG シャルクスミューレが合併して設立された。2003年春に JSG シャルクスミューレと SG ハルヴァーエッキングハウゼンのジュニア部門が JHG マルク・ジュートに合併した。4月18日に JHG マルク・ジュートの結成集会が、ズザンネンヘーエの TuS エッキングハウゼンのテニスハウスで挙行された。
- TuS グリューネンバウム: SG シャルクスミューレ＝ハルヴァーの設立以後初めて TuS グリューネバウムによりハンドボール部門が結成された。シャルクスミューレへの融合に同意できない選手のグループが TuS を結成した。やがて TuS はレネ＝ジーク・ハンドボールクライスで最大級のジュニア部門を有するに至った。

#### スポーツクラブ
- FC フェニックス・ハルヴァー 08
- JC ハルヴァー
- LG ハルヴァー＝シャルクスミューレ
- メルキッシャー・アンゲルシュポルトフェライン・ハルヴァー e.V.
- ザウアーレンディッシャー・ゲビルクスフェライン・ハルヴァー
- スキー・クラブ・ハルヴァー 1957 e.V.
- SV ハルヴァー
- TC ハルヴァー 1960
- TuS エネペ
- Tus グリューネンバウム
- TuS ハルヴァー
- TuS オーバーブリュッゲ
- TuS エッキングハウゼン

## 経済と社会資本

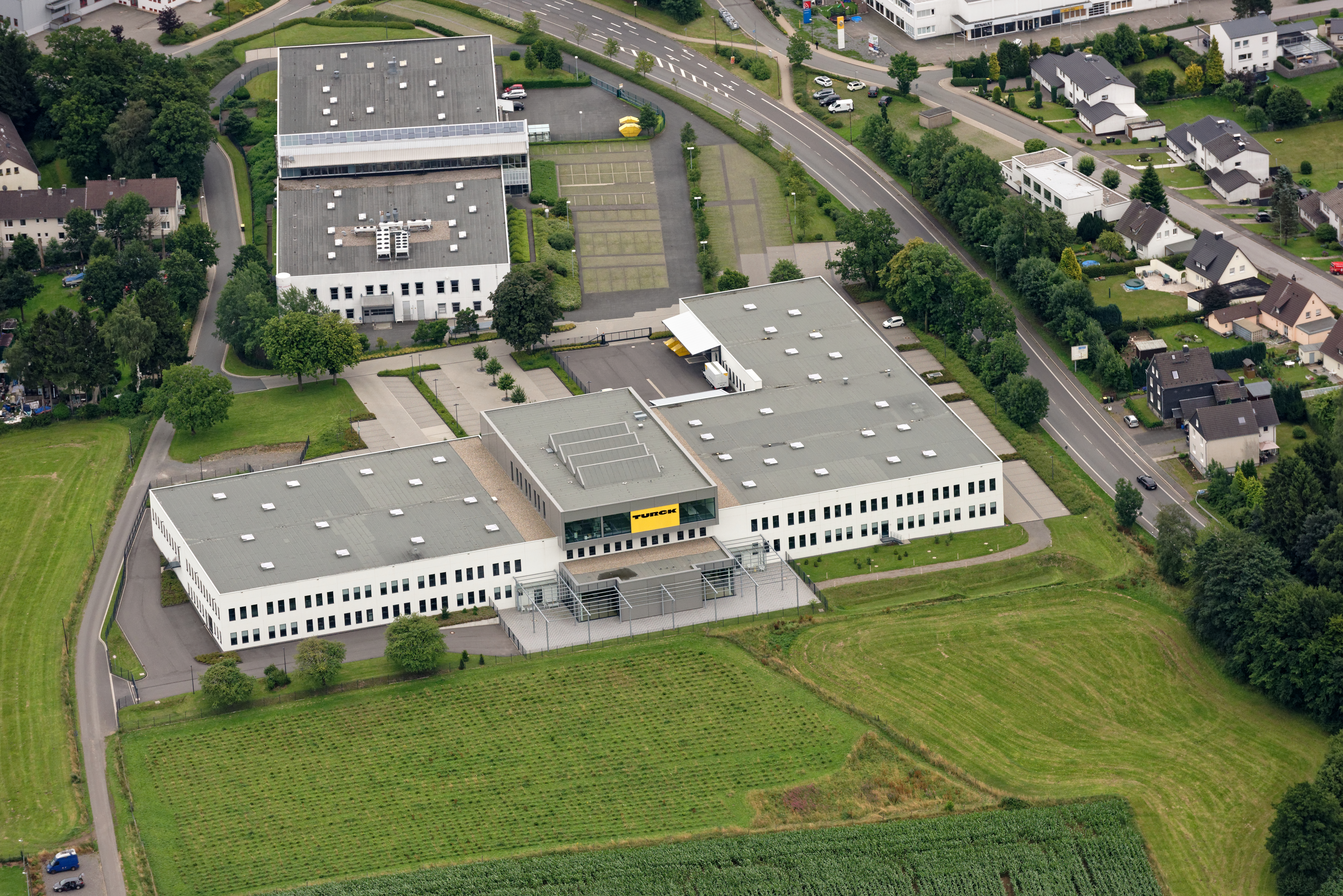
トゥルクのハルヴァー支社

ハルヴァーの経済は特に金属細工によって成立した。この産業から現在の経済構造が発展した。重要なのは、鋼鉄の成形、型鍛造業、鉄および金属製品の製造である。さらに電気技術分野や、合成樹脂加工業も存在する。
統計報告によれば、2017年6月30日現在、市内には 6,279人の社会保険支払い義務のある就労者がいる。このうち、4,218人が製造業に従事している。商業・接客業・交通・運輸業分野では 928人、農林水産業分野では 46人が働いている。公的および民間のサービス業従事者は 1,097人である。市内の業者の多くは中小企業である。2018年現在、地元の企業として、大型モーター用コンポーネントおよびシリンダヘッドシステム製造の世界的リーディングカンパニー「メルキシェス・ヴェルク」、電子部品メーカーの「NEOSID」や、電気アプリ-ケーションのパケットスイッチのスペシャリストである「Casp. Arn. Winkhaus」(CAW) を挙げることができる。工業オートメーションの分野で地域を超えて広く活動してる トゥルク企業グループはハルヴァーで設立された。
2014年末、ハルヴァーのブルーフ地区のそれまで農地だった場所に広さ 86,000 m2 のズザンネンヘーエ産業地区が開発された。
エッキングハウゼンおよびこれに隣接するブルーフでは、ズザンネンヘーエの麓の農地に、7区画の新しい産業地区が造成されることになっている。市はこれにより、地元企業の需要を満たす予定である。新たな産業地区に約90人分の雇用を創出することが期待される。しかし、その一部は単にハルヴァーから移転されるだけの既存の職場であると予想される。とはいえ、ズザンネンヘーエ産業地区はハルヴァーの経済的立地を護るために重要な要素でもある。2013年にはすでに新しい産業地区について3件の建設照会があったとされている。これまで直接にせよ間接的にせよ関係した者は、新しい産業地区の方針に懐疑的な態度をとっている。

### 交通

#### 道路
ハルヴァーは、街を東西に貫く連邦道 B229号線に面している。この道路を使って、東に約 16 km で連邦アウトバーン A45号線のリューデンシャイト南インターチェンジに達する。車での所要時間は約20分である。さらに、ハーゲンからの州道 L528号線がハルヴァーを南北に貫き、マイネルツハーゲンに至る。
元々連邦アウトバーン A54号線（かつてはA208号線とも呼ばれた）が、ブルンスム近郊のオランダ国境からプッフェンドルフ、ベルクハイム、ランゲンフェルト、ゾーリンゲン、レムシャイト、ラーデフォルムヴァルト、ハルヴァー、リューデンシャイト、ヴェルドールを経由してザウアーラントのプレッテンベルクにまで通る予定であった。当時すでに存在していたアウトバーン A45号線とのジャンクションは、現在の Nr. 13 リューデンシャイト北インターチェンジが想定されていた。現在のA542号線と、ゾーリンゲン市内を通る州道 L141n号線の2区間以外、A54号線は完成していない。

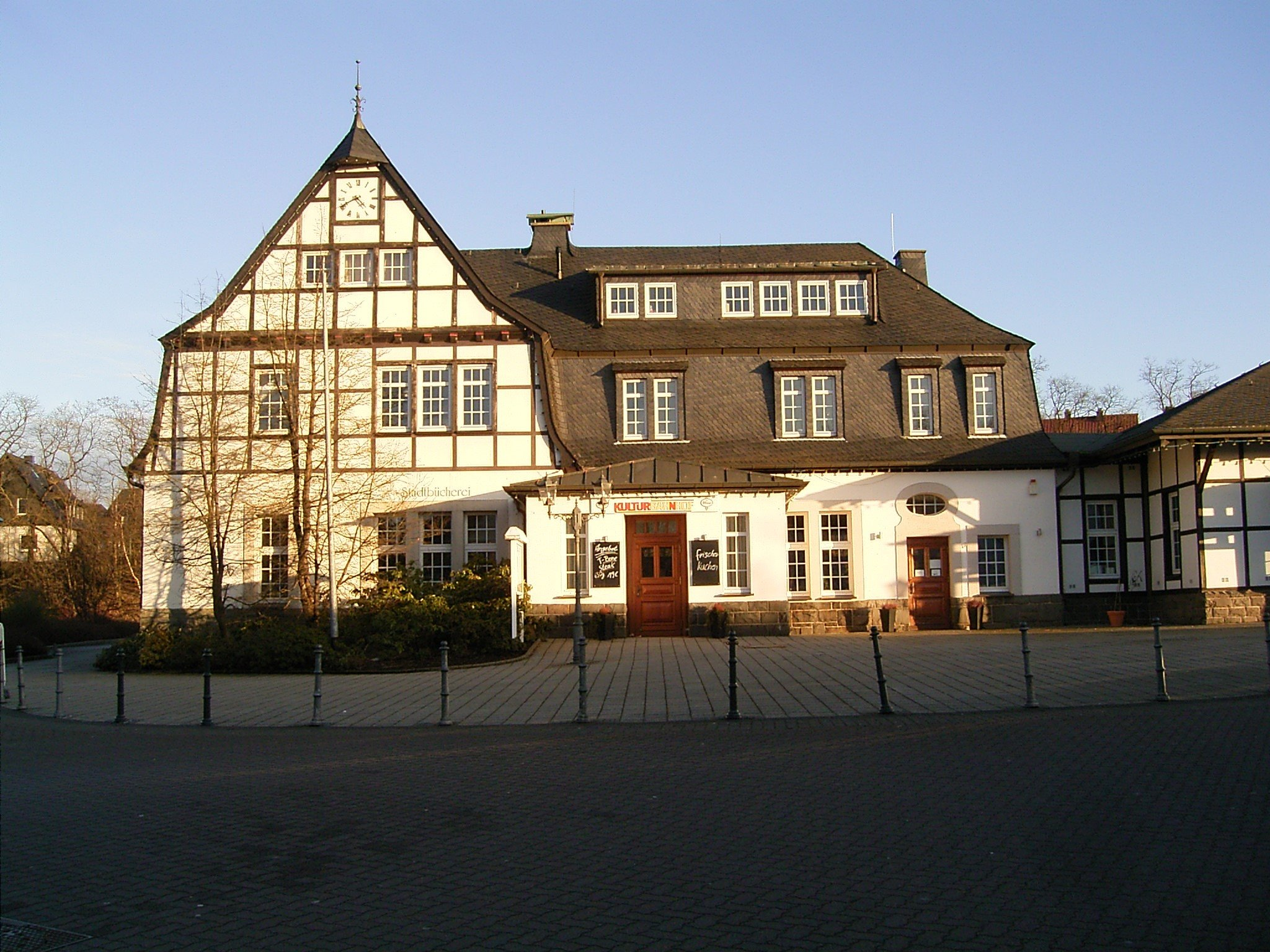
ハルヴァー文化の駅

#### 鉄道
ヴッパータール鉄道の廃止後、ハルヴァーには旅客鉄道路線がない。1888年から1949年まで（貨物運行は1952年まで）ハルヴァーは、シャルクスミューレ行きのアルテナ郡鉄道のヘルヴァータール線も運行していていた。
最寄りの駅はブリュッゲにあり、ここからハーゲンおよびリューデンシャイト方面行きのフォルメタール鉄道およびケルンへ行くオーバーベルギッシェ鉄道が運行している。オーバーブリュッゲ駅の再開により、2019年12月からハルヴァー市内に列車が停まるようになった。
「フォルメ川上流地域統合発展・交易」コンセプトによれば、シュライフコッテン鉄道を介してオーバーブリュッゲ駅でフォルメタール鉄道に接続することで、ハルヴァー市は再び旅客鉄道路線に直接アクセスできるようになる。
旧ハルヴァー駅付近には、文化の駅（旧駅舎）の北にプラットフォームや、パークアンドライドおよびキスアンドライドのための駐車場、タクシー乗り場がある。文化の駅の南には、3階建ての建物があり、自転車ステーションとサービス部門やオフィスがある。
ハルヴァー市当局は2012年9月に、広さ 38,000 m2 の駅の敷地を売却することとした。駅の敷地約 4,500 m2 が商業地に転用されることとなった。約 2,000 m2 の大規模小売店や約 1,000 m2 もディスカウントショップがこれに含まれる。この他に、ハルヴァー市を通るテネンヴェークの高台に住宅地が望まれている。
2012年10月、レギオナーレ 2013に伴い、オーバーブリュッゲ駅改修のために 136,500ユーロがハルヴァー市に提供されることが発表された。オーバーブリュッゲの駅の改修はフォルメタール鉄道の再開と拡張に関連していた。フォルメタール鉄道は2015年から、ハーゲンからシャルクスミューレ、ハルヴァー、キールスペを経由してマイネルツハーゲンまで運行している。この路線の旅客運行の再開は、地域改革の観点から最も重要な共通の重点事項であり、フォルメタールの未来志向の持続的発展のバックボーンとなるものでもあった。フォルメタールの4市町村を北のルール地方および南のライン地方に接続することは、人口を既存の場所にとどめ、新たな住民や観光客をこの地域に呼び込むことに寄与するはずである。
ハルヴァーと周辺地区とを結びつけるために、シュライフコッテン鉄道による、本線オーバーブリュッゲ駅との結びつきが望まれる。ドイツ鉄道 AG は、目的連合の要求に応え、旧駅を新たな停車場として、新しいプラットホームを設ける。

#### バス
バス交通は現在、主にメルキッシェ交通協会 (MVG)、ルール＝ジークバス交通 (BRS)、ハルヴァー市民バスによって運行されている。
以下のバス路線が存在している。
- 55 リューデンシャイト - ハルヴァー - ヴィッパーフュルト（ドイツ語版、英語版）
- 84 キールスペ - ハルヴァー - ブレッカーフェルト（ドイツ語版、英語版） - ハーゲン
- 85 シャルクスミューレ - ハルヴァー
- 91 オーバーブリュッゲ - ハルヴァー - ギールジーペン
- 92 ハルヴァー - ノイエンヴァーレフェルト
- 93 ハルヴァー - キルヒレー
- 134 ラーデフォルムヴァルト - ハルヴァー - リューデンシャイト (BRS)
- N5 ハルヴァー - ドイチェス・エック（運行停止中）
- その他通常路線バスを補完するかたちで市民バスが運行している。

### 公共施設
ハルヴァー市内には病院がない。ハルヴァーの医療は、リューデンシャイト、ヴィッパーフュルト、ラーデフォルムヴァルトの病院が担っている。
中核市区には、シニアセンター・ベタニエンと老人ホーム・ヴァルトフリーデン・ハルヴァーがある。さらに多目的施設「フォン＝ヴィンケ＝シュトラーセ」（旧カトリック市民大学）に老人デイケア施設がある。この建物には郷土博物館も入居している。
旧駅舎は、市立図書館、食堂、広さ 170 m2 のイベントホールを有する「文化の駅」となっている。
ハルヴァーには様々な運営母体の幼稚園が合わせて6園存在する。このうち5園が中核市区にあり、残り1園はオーバーブリュッゲにある。運営母体は、福音主義教会、カトリック教会、労働者福祉事業団、ドイツ赤十字である。

### 教育

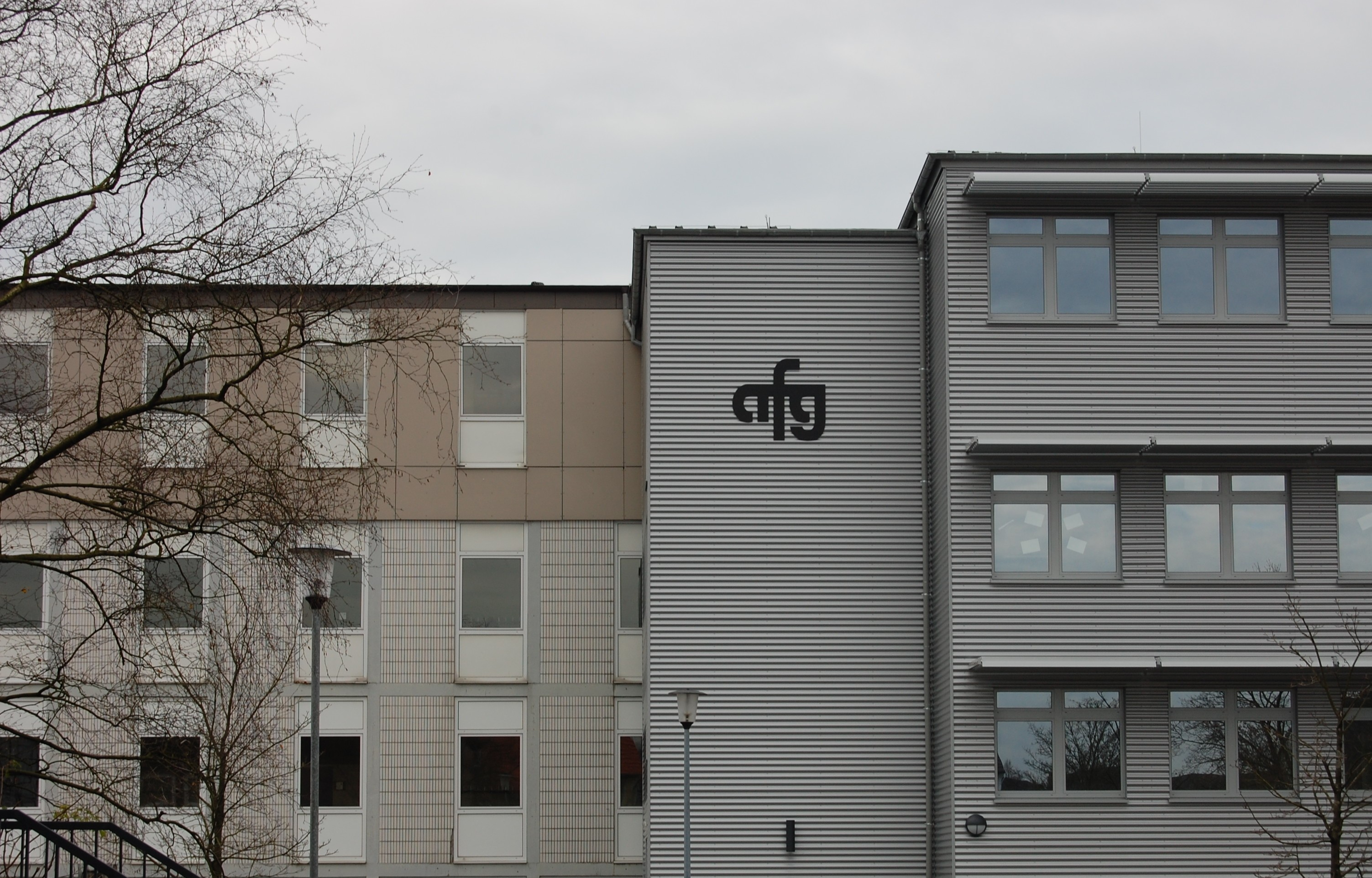
アンネ＝フランク＝ギムナジウム

中核市区に2校、オーバーブリュッゲに1校、基礎課程学校が存在する。
ハルヴェラナー学校センターには、本課程学校、実科学校、アンネ＝フランク＝ギムナジウムがある。
オイゲン＝シュマーレンバッハ＝ベルーフスコレーク（職業補修高等専門学校）は、メルキッシャー郡の商業学校であり、オステンドルフ地区にある。
ハルヴァーにおける音楽教育は、ハルヴァーに分校を持ちマイネルツハーゲンに本部を置くフォルメタール音楽学校が担っている。フォルメタール市民大学はハルヴァーで分校を運営しており、成人教育のための様々な課程を設けている。

## 人物

### 出身者
- オイゲン・シュマーレンバッハ（1873年 - 1955年）経済学者。この街の商業学校の名称は彼にちなんでいる。

## 参考図書
- Peter Bell. Halver im Wandel der Zeit. Wilhelm Bell Jr.
- Bilder und Geschichten aus Halver – Band I und II. Wilhelm Bell Jr.
- Werner Sinnwell. Zwischen Hungersnot und Wirtschaftswunder. Bell
- Manfred Diezel; Klaus Gutberlet; Julius Krefting; Werner Sinnwell; Hanspeter Winkhaus (2011). Rund ums Hälvertal. Halver: Bell Verlag & Medien
- Justus Schellewald (1902). Zur Geschichte Halvers. Halver、2012年に復刻版が HR-Typo Verlag Harald und Heidrun Rediger から出版されている。
- Werner Sinnwell (2013). Waldfreibad Herpine. Halver: Bell Verlag & Medien
- Werner Sinnwell (2015). Die Dorfschulen rund um Halver. Halver: Bell Verlag & Medien

### 訳注
1. ↑  Wikipedia ドイツ語版によれば市名の発音は、[ˈhɑlfɐ] とあるが、ここでは DUDEN 発音辞典の記述に従った。
2. ↑  Fleckenは、Dorf（村）よりも大きな町を意味する。
3. ↑  ドイツ語: Schnurre は、コトコト音を立てるものを意味する。
4. ↑  制服が茶褐色（ブラウン）であったことから SA を指す呼び名となった。
5. ↑  "Heul Hitler" は、"Heil Hitler"（ヒトラー万歳）にかけた地口で、話し言葉の heulen には「泣きわめく」という意味がある。